# 罗伯特·杰克逊 (天文学家)
罗伯特·厄尔·杰克逊（英語：Robert Earl Jackson，1949年—），美国天文学家，他与珊德拉·法貝爾提出了法贝伯–杰克逊关系。